# Turneul Campioanelor la tenis
Turneul Campioanelor este o competiție de tenis de câmp care se dispută la finalul fiecărui sezon și la care participă cele mai bune opt jucătoare ale anului respectiv. Turneul a fost inaugurat în 1971, la Houston. Cele opt jucătoare sunt împărțite în două grupe de câte patru în care fiecare joacă un meci împotriva celorlalte trei. Primele două clasate se califică pentru semifinale, unde se înfruntă în sistem încrucișat, învingătoarea unei grupe cu ocupanta poziției secunde din cealaltă grupă. Cele două câștigătoare ale semifinalelor își dispută trofeul.

## Istoric
Turneul a debutat în august 1971, la Houston, pentru ca în 1972 să se dispute pentru prima dată în finalul sezonului. Între 1972 și 1974 a avut loc în octombrie, iar din 1975 până în 1986 a fost programat în luna martie. În 1986, Asociația Jucătoarelor de Tenis (WTA) a adoptat sistemul de desfășurare a sezonului din ianuarie în noiembrie, astfel că în acest an s-au desfășurat două Turnee ale Campioanelor, în martie și noiembrie. Competiția a fost găzduită de diferite orașe ale Statelor Unite până în 2005, cu o singură excepție, ediția din 2001 organizată la München. 
De-a lungul timpului, turneul a purtat denumirile diverșilor sponsori între care Virginia Slims (între 1971-1978 și 1983-1994), Avon (1979-1982) sau Chase (1996-2000). Din 2005, de când Sony Ericsson sponsorizează Turul Mondial, competiția se numește Campionatul Sony Ericsson.
Între 1984 și 1998, finala se disputa după sistemul cel-mai-bun-din-cinci-seturi, fiind singurul turneu feminin din lume cu acest sistem.
Martina Navrátilová este cea mai titrată jucătoare cu opt turnee câștigate.

## Finale disputate

### Simplu
| An            | Campioană                              | Finalistă                              | Scor                                   |
| ------------- | -------------------------------------- | -------------------------------------- | -------------------------------------- |
| 1972          | Chris Evert                            | Kerry Melville Reid                    | 7–5, 6–4                               |
| 1973          | Chris Evert (2)                        | Nancy Richey Gunter                    | 6–3, 6–3                               |
| 1974          | Evonne Goolagong Cawley                | Chris Evert                            | 6–3, 6–4                               |
| 1975          | Chris Evert (3)                        | Martina Navratilova                    | 6–4, 6–2                               |
| 1976          | Evonne Goolagong Cawley (2)            | Chris Evert                            | 6–3, 5–7, 6–3                          |
| 1977          | Chris Evert (4)                        | Sue Barker                             | 2–6, 6–1, 6–1                          |
| 1978          | Martina Navratilova                    | Evonne Goolagong Cawley                | 7–6(7–2), 6–4                          |
| 1979          | Martina Navratilova (2)                | Tracy Austin                           | 6–3, 3–6, 6–2                          |
| 1980          | Tracy Austin                           | Martina Navratilova                    | 6–2, 2–6, 6–2                          |
| 1981          | Martina Navratilova (3)                | Andrea Jaeger                          | 6–3, 7–6(7–3)                          |
| 1982          | Sylvia Hanika                          | Martina Navratilova                    | 1–6, 6–3, 6–4                          |
| 1983          | Martina Navratilova (4)                | Chris Evert                            | 6–2, 6–0                               |
| 1984 †        | Martina Navratilova (5)                | Chris Evert                            | 6–3, 7–5, 6–1                          |
| 1985 †        | Martina Navratilova (6)                | Helena Suková                          | 6–3, 7–5, 6–4                          |
| 1986 (Mar.) † | Martina Navratilova (7)                | Hana Mandlíková                        | 6–2, 6–0, 3–6, 6–1                     |
| 1986 (Nov.) † | Martina Navratilova (8)                | Steffi Graf                            | 7–6(8–6), 6–3, 6–2                     |
| 1987 †        | Steffi Graf                            | Gabriela Sabatini                      | 4–6, 6–4, 6–0, 6–4                     |
| 1988 †        | Gabriela Sabatini                      | Pam Shriver                            | 7–5, 6–2, 6–2                          |
| 1989 †        | Steffi Graf (2)                        | Martina Navratilova                    | 6–4, 7–5, 2–6, 6–2                     |
| 1990 †        | Monica Seles                           | Gabriela Sabatini                      | 6–4, 5–7, 3–6, 6–4, 6–2                |
| 1991 †        | Monica Seles (2)                       | Martina Navratilova                    | 6–4, 3–6, 7–5, 6–0                     |
| 1992 †        | Monica Seles (3)                       | Martina Navratilova                    | 7–5, 6–3, 6–1                          |
| 1993 †        | Steffi Graf (3)                        | Arantxa Sánchez Vicario                | 6–1, 6–4, 3–6, 6–1                     |
| 1994 †        | Gabriela Sabatini (2)                  | Lindsay Davenport                      | 6–3, 6–2, 6–4                          |
| 1995 †        | Steffi Graf (4)                        | Anke Huber                             | 6–1, 2–6, 6–1, 4–6, 6–3                |
| 1996 †        | Steffi Graf (5)                        | Martina Hingis                         | 6–3, 4–6, 6–0, 4–6, 6–0                |
| 1997 †        | Jana Novotná                           | Mary Pierce                            | 7–6(7–4), 6–2, 6–3                     |
| 1998 †        | Martina Hingis                         | Lindsay Davenport                      | 7–5, 6–4, 4–6, 6–2                     |
| 1999          | Lindsay Davenport                      | Martina Hingis                         | 6–4, 6–2                               |
| 2000          | Martina Hingis (2)                     | Monica Seles                           | 6–7(5–7), 6–4, 6–4                     |
| 2001          | Serena Williams                        | Lindsay Davenport                      | victorie fără opoziție                 |
| 2002          | Kim Clijsters                          | Serena Williams                        | 7–5, 6–3                               |
| 2003          | Kim Clijsters (2)                      | Amélie Mauresmo                        | 6–2, 6–0                               |
| 2004          | Maria Sharapova                        | Serena Williams                        | 4–6, 6–2, 6–4                          |
| 2005          | Amélie Mauresmo                        | Mary Pierce                            | 5–7, 7–6(7–3), 6–4                     |
| 2006          | Justine Henin                          | Amélie Mauresmo                        | 6–4, 6–3                               |
| 2007          | Justine Henin (2)                      | Maria Sharapova                        | 5–7, 7–5, 6–3                          |
| 2008          | Venus Williams                         | Vera Zvonareva                         | 6–7(5–7), 6–0, 6–2                     |
| 2009          | Serena Williams (2)                    | Venus Williams                         | 6–2, 7–6(7–4)                          |
| 2010          | Kim Clijsters (3)                      | Caroline Wozniacki                     | 6–3, 5–7, 6–3                          |
| 2011          | Petra Kvitová                          | Victoria Azarenka                      | 7–5, 4–6, 6–3                          |
| 2012          | Serena Williams (3)                    | Maria Sharapova                        | 6–4, 6–3                               |
| 2013          | Serena Williams (4)                    | Li Na                                  | 2–6, 6–3, 6–0                          |
| 2014          | Serena Williams (5)                    | Simona Halep                           | 6–3, 6–0                               |
| 2015          | Agnieszka Radwańska                    | Petra Kvitová                          | 6–2, 4–6, 6–3                          |
| 2016          | Dominika Cibulková                     | Angelique Kerber                       | 6–3, 6–4                               |
| 2017          | Caroline Wozniacki                     | Venus Williams                         | 6–4, 6–4                               |
| 2018          | Elina Svitolina                        | Sloane Stephens                        | 3–6, 6–2, 6–2                          |
| 2019          | Ashleigh Barty                         | Elina Svitolina                        | 6–4, 6–3                               |
| 2020          | Anulat din cauza pandemiei de COVID-19 | Anulat din cauza pandemiei de COVID-19 | Anulat din cauza pandemiei de COVID-19 |
| 2021          | Garbiñe Muguruza                       | Anett Kontaveit                        | 6–3, 7–5                               |
| 2022          | Caroline Garcia                        | Arina Sabalenka                        | 7–6(7–4), 6–4                          |
| 2023          | Iga Świątek                            | Jessica Pegula                         | 6–1, 6–0                               |
| 2024          | Coco Gauff                             | Zheng Qinwen                           | 3–6, 6–4, 7–6(7–2)                     |

### Dublu
| An          | Campioane                                          | Finaliste                              | Scor                                   |
| ----------- | -------------------------------------------------- | -------------------------------------- | -------------------------------------- |
| 1972        | nu s-a jucat dublu                                 | nu s-a jucat dublu                     | nu s-a jucat dublu                     |
| 1973        | Rosemary Casals Margaret Court                     | Françoise Dürr Betty Stöve             | 6–2, 6–4                               |
| 1974        | Rosemary Casals (2) Billie Jean King               | Françoise Dürr Betty Stöve             | 6–1, 6–7(2–7), 7–5                     |
| 1975        | Margaret Court (2) Virginia Wade                   | Rosemary Casals Billie Jean King       | 6–7(2–7), 7–6(7–2), 6–2                |
| 1976        | Billie Jean King (2) Betty Stöve                   | Mona Guerrant Ann Kiyomura             | 6–3, 6–2                               |
| 1977        | Martina Navratilova Betty Stöve (2)                | Françoise Dürr Virginia Wade           | 7–5, 6–3                               |
| 1978        | Billie Jean King (3) Martina Navratilova (2)       | Virginia Wade Françoise Dürr           | 6–4, 6–4                               |
| 1979        | Françoise Dürr Betty Stöve (3)                     | Sue Barker Ann Kiyomura                | 7–6, 7–6                               |
| 1980        | Billie Jean King (4) Martina Navratilova (3)       | Rosemary Casals Wendy Turnbull         | 6–3, 4–6, 6–3                          |
| 1981        | Martina Navratilova (4) Pam Shriver                | Barbara Potter Sharon Walsh            | 6–0, 7–6(8–6)                          |
| 1982        | Martina Navratilova (5) Pam Shriver (2)            | Kathy Jordan Anne Smith                | 6–4, 6–3                               |
| 1983        | Martina Navratilova (6) Pam Shriver (3)            | Claudia Kohde-Kilsch Eva Pfaff         | 7–5, 6–2                               |
| 1984        | Martina Navratilova (7) Pam Shriver (4)            | Jo Durie Ann Kiyomura                  | 6–3, 6–1                               |
| 1985        | Martina Navratilova (8) Pam Shriver (5)            | Claudia Kohde-Kilsch Helena Suková     | 6–7(4–7), 6–4, 7–6(7–5)                |
| 1986 (Mar.) | Hana Mandlíková Wendy Turnbull                     | Claudia Kohde-Kilsch Helena Suková     | 6–4, 6–7(4–7), 6–3                     |
| 1986 (Nov.) | Martina Navratilova (9) Pam Shriver (6)            | Claudia Kohde-Kilsch Helena Suková     | 7–6(7–1), 6–3                          |
| 1987        | Martina Navratilova (10) Pam Shriver (7)           | Claudia Kohde-Kilsch Helena Suková     | 6–1, 6–1                               |
| 1988        | Martina Navratilova (11) Pam Shriver (8)           | Larisa Savchenko Natalia Zvereva       | 6–3, 6–4                               |
| 1989        | Martina Navratilova (12) Pam Shriver (9)           | Larisa Savchenko Natalia Zvereva       | 6–3, 6–2                               |
| 1990        | Kathy Jordan Elizabeth Smylie                      | Mercedes Paz Arantxa Sánchez Vicario   | 7–6(7–4), 6–4                          |
| 1991        | Martina Navratilova (13) Pam Shriver (10)          | Gigi Fernández Jana Novotná            | 4–6, 7–5, 6–4                          |
| 1992        | Arantxa Sánchez Vicario Helena Suková              | Jana Novotná Larisa Savchenko Neiland  | 7–6(7–4), 6–1                          |
| 1993        | Gigi Fernández Natalia Zvereva                     | Jana Novotná Larisa Neiland            | 6–3, 7–5                               |
| 1994        | Gigi Fernández (2) Natasha Zvereva (2)             | Jana Novotná Arantxa Sánchez Vicario   | 6–3, 6–7(4–7), 6–3                     |
| 1995        | Jana Novotná Arantxa Sánchez Vicario (2)           | Gigi Fernández Natasha Zvereva         | 6–2, 6–1                               |
| 1996        | Lindsay Davenport Mary Joe Fernández               | Jana Novotná Arantxa Sánchez Vicario   | 6–3, 6–2                               |
| 1997        | Lindsay Davenport (2) Jana Novotná (2)             | Alexandra Fusai Nathalie Tauziat       | 6–7(5–7), 6–3, 6–2                     |
| 1998        | Lindsay Davenport (3) Natasha Zvereva (3)          | Alexandra Fusai Nathalie Tauziat       | 6–7(6–8), 7–5, 6–3                     |
| 1999        | Martina Hingis Anna Kournikova                     | Arantxa Sánchez Vicario Larisa Neiland | 6–4, 6–4                               |
| 2000        | Martina Hingis (2) Anna Kournikova (2)             | Nicole Arendt Manon Bollegraf          | 6–2, 6–3                               |
| 2001        | Lisa Raymond Rennae Stubbs                         | Cara Black Elena Likhovtseva           | 7–5, 3–6, 6–3                          |
| 2002        | Elena Dementieva Janette Husárová                  | Cara Black Elena Likhovtseva           | 4–6, 6–4, 6–3                          |
| 2003        | Virginia Ruano Pascual Paola Suárez                | Kim Clijsters Ai Sugiyama              | 6–4, 3–6, 6–3                          |
| 2004        | Nadia Petrova Meghann Shaughnessy                  | Cara Black Rennae Stubbs               | 7–5, 6–2                               |
| 2005        | Lisa Raymond (2) Samantha Stosur                   | Cara Black Rennae Stubbs               | 6–7(5–7), 7–5, 6–4                     |
| 2006        | Lisa Raymond (3) Samantha Stosur (2)               | Cara Black Rennae Stubbs               | 3–6, 6–3, 6–3                          |
| 2007        | Cara Black Liezel Huber                            | Katarina Srebotnik Ai Sugiyama         | 5–7, 6–3, [10–8]                       |
| 2008        | Cara Black (2) Liezel Huber (2)                    | Květa Peschke Rennae Stubbs            | 6–1, 7–5                               |
| 2009        | Nuria Llagostera Vives María José Martínez Sánchez | Cara Black Liezel Huber                | 7–6(7–0), 5–7, [10–7]                  |
| 2010        | Gisela Dulko Flavia Pennetta                       | Květa Peschke Katarina Srebotnik       | 7–5, 6–4                               |
| 2011        | Liezel Huber (3) Lisa Raymond (4)                  | Květa Peschke Katarina Srebotnik       | 6–4, 6–4                               |
| 2012        | Maria Kirilenko Nadia Petrova (2)                  | Andrea Hlaváčková Lucie Hradecká       | 6–1, 6–4                               |
| 2013        | Hsieh Su-wei Peng Shuai                            | Ekaterina Makarova Elena Vesnina       | 6–4, 7–5                               |
| 2014        | Cara Black (3) Sania Mirza                         | Hsieh Su-wei Peng Shuai                | 6–1, 6–0                               |
| 2015        | Martina Hingis (3) Sania Mirza (2)                 | Garbiñe Muguruza Carla Suárez Navarro  | 6–0, 6–3                               |
| 2016        | Ekaterina Makarova Elena Vesnina                   | Bethanie Mattek-Sands Lucie Šafářová   | 7–6(7–5), 6–3                          |
| 2017        | Tímea Babos Andrea Hlaváčková                      | Kiki Bertens Johanna Larsson           | 4–6, 6–4, [10–5]                       |
| 2018        | Tímea Babos (2) Kristina Mladenovic                | Barbora Krejčíková Kateřina Siniaková  | 6–4, 7–5                               |
| 2019        | Tímea Babos (3) Kristina Mladenovic (2)            | Hsieh Su-wei Barbora Strýcová          | 6–1, 6–3                               |
| 2020        | Anulat din cauza pandemiei de COVID-19             | Anulat din cauza pandemiei de COVID-19 | Anulat din cauza pandemiei de COVID-19 |
| 2021        | Barbora Krejčíková Kateřina Siniaková              | Hsieh Su-wei Elise Mertens             | 6–3, 6–4                               |
| 2022        | Veronika Kudermetova · Elise Mertens               | Barbora Krejčíková Kateřina Siniaková  | 6–2, 4–6, [11–9]                       |
| 2023        | Laura Siegemund Vera Zvonareva                     | Nicole Melichar-Martinez Ellen Perez   | 6–4, 6–4                               |
| 2024        | Gabriela Dabrowski Erin Routliffe                  | Kateřina Siniaková Taylor Townsend     | 7–5, 6–3                               |